# Rhipidia (Rhipidia) simplicicornis
Rhipidia (Rhipidia) simplicicornis is een tweevleugelige uit de familie steltmuggen (Limoniidae). De soort komt voor in het Neotropisch gebied.